# Eduard Swiech
Eduard Swiech (1944 – 29. srpna 2020) byl český fotbalový obránce.

## Fotbalová kariéra
V československé lize hrál v sezóně 1965/66 za Baník Ostrava. Nastoupil v 11 ligových utkáních a dal 2 góly. V nižších soutěžích hrál i za Ostroj Opava.

## Ligová bilance
| Ročník                                   | Zápasy | Góly | Klub          |
| ---------------------------------------- | ------ | ---- | ------------- |
| 1. československá fotbalová liga 1965/66 | 11     | 2    | Baník Ostrava |
| Národní fotbalová liga 1974/75           | -      | 0    | Ostroj Opava  |
| CELKEM 1. liga                           | 11     | 2    |               |